# Janina Łada-Walicka

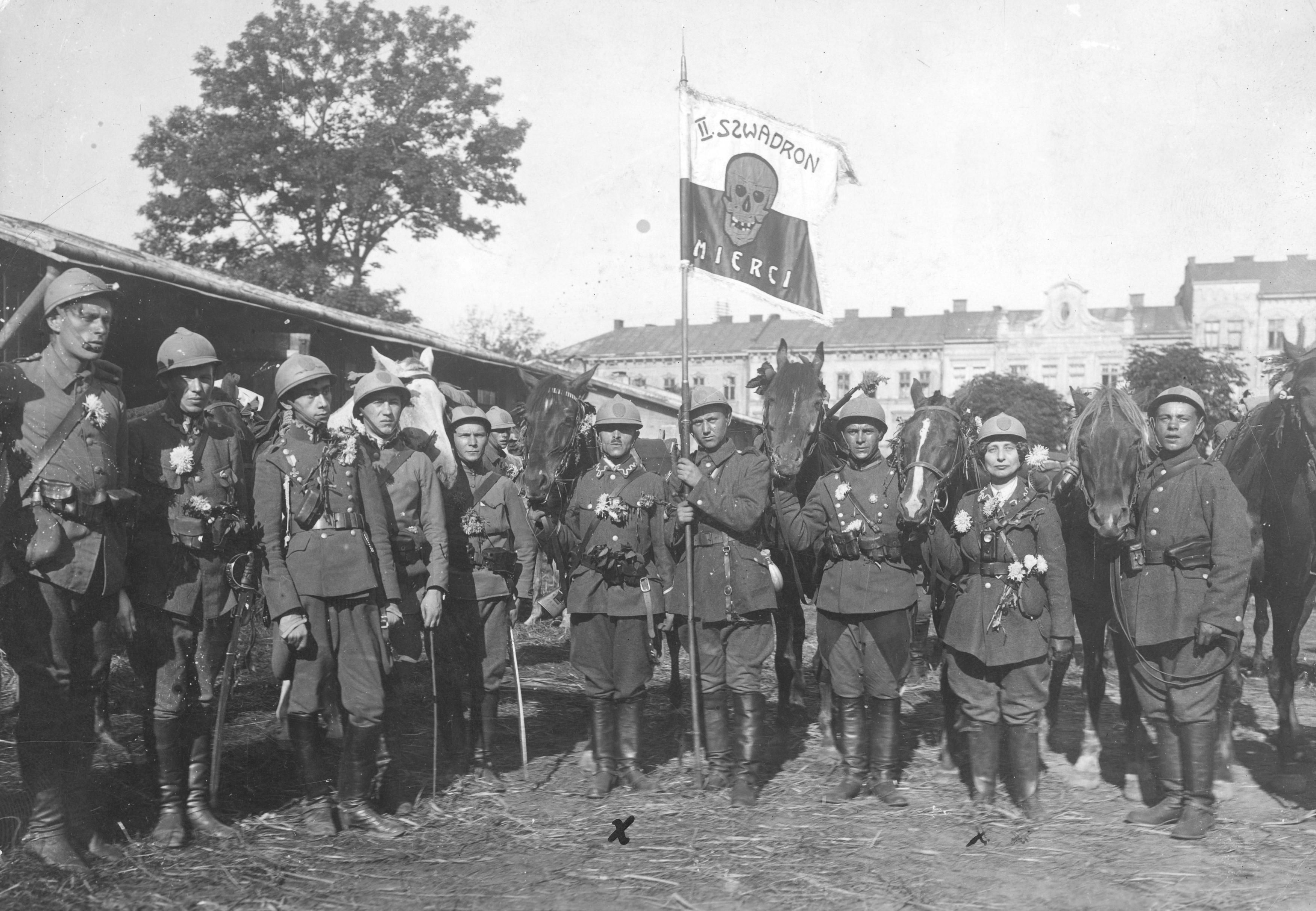
Janina Walicka (druga z prawej) w szeregu ułanów z II Ochotniczego Szwadronu Śmierci w czasie walk o Lwów w 1920 roku

Janina Łada-Walicka (ur. w 1885, zm. w 1935) – polska pisarka, publicystka, działaczka narodowa we Lwowie oraz żołnierka w czasie „wojny o granice” w latach 1918–1920, podoficer Wojska Polskiego.

## Życiorys
Janina Walicka była uczestniczką wojny polsko-ukraińskiej, w ramach której brała udział w walkach o Lwów. W okresie tym wraz z Ludwikiem Szczepańskim i Arturem Schroederem była redaktorem lwowskiego czasopisma „Pobudka”, zamieszczającego komunikaty z przebiegu walk. Podczas wojny polsko-bolszewickiej walczyła w szeregach 2. szwadronu „Śmierci” Detachement rtm. Abrahama. Brała udział m.in. w bitwie pod Chodaczkowem pod dowództwem Romana Abrahama, po której została awansowana do stopnia kaprala za męstwo i odwagę.
Po wojnie opisała swoje wspomnienia w dwóch książkach: Wierna straż i Ułani, ułani malowane dzieci. Z dziejów kawalerii ochotniczej. Była także redaktorką gazety „Świat Kobiecy”.

## Publikacje
- Wierna straż. Z walk o oswobodzenie Lwowa, Lwów 1921[5]
- Ułani, ułani malowane dzieci. Z dziejów kawalerii ochotniczej, Spółka Nakładowa „Odrodzenie”, Lwów 1921.
- Czciciele Szatana, 1930.